# Musée des Beaux-Arts (Rouen)
Het Musée des Beaux-Arts is een museum voor schone kunsten in de Franse stad Rouen. Het werd geopend in 1799 en groeide uit tot een van de aanzienlijkste regionale musea van Frankrijk, met een overzicht van de Europese kunst vanaf de 15e eeuw. Bijzonder rijk is de collectie schilderkunst van de 17e en de 19e eeuw, alsook het prentenkabinet. Jaarlijks worden er meerdere tentoonstellingen georganiseerd.

## Geschiedenis
Het museum opende in 1799 in de voormalige Jezuïetenkerk van Rouen. Daar kon het publiek genationaliseerde kunst bekijken die de Franse revolutionairen vanaf 1790 waren begonnen bijeen te brengen. Onder Napoleon Bonaparte schaarde het Besluit Chaptal van 1801 Rouen onder de vijftien steden die kunstzendingen uit Parijs mochten verwachten. De eerste zending in 1803 bevatte werk dat nog steeds tot de hoogtepunten behoort (Gerard David, Veronese, Rubens). De catalogus die werd uitgegeven bij de verhuizing van het museum in 1809 naar het nieuwe Hôtel de Ville, bevatte 244 werken. Daarna bleef de collectie aangroeien door schenkingen (Velazquez), bruiklenen (Delacroix) en aankopen (Clouet, Van Dyck, Puget, Ingres, ...). In 1878 waren er zeshonderd werken van eerste kwaliteit en sprak men van het meest complete museum in Frankrijk na Parijs. Het verhuisde naar een nieuwbouw ontworpen door Louis Sauvageot, gerealiseerd in twee fasen in 1877-1880 en 1884-1888.
In de 20e eeuw waren er enkele spectaculaire aanwinsten, vooral dankzij schenkingen. François Depeaux gaf zijn collectie met vooral impressionisten (1909), Jacques-Émile Blanche stond eigen werk af (1921) en Suzanne en Henri Baderou deden de grootste schenking van allemaal, met 400 schilderijen en 5000 prenten van Franse meesters (1975). Dankzij de familie Alexandre kreeg het museum werk van Modigliani (1988-2001). Ook gerichte aankopen versterkten de collectie, zoals Caravaggio in 1955 en Poussin in 1975.
Een grondige renovatie bracht het Musée des Beaux-Arts in 1992-1994 weer bij de tijd.

## Collectie
Het museum biedt een gevarieerde vaste collectie over zestig zalen. Naast sculpturen en schilderijen bevat het een internationaal gereputeerd prentenkabinet met 8000 tekeningen, gravures en affiches. Bijzonder is de verzameling Russische iconen uit de 16e tot 19e eeuw. Voorts zijn er afdelingen met decoratieve kunsten (edelsmeedkunst, textiel, meubels, keramiek) en een sectie muziek.

### Schilderkunst
Uit de renaissance is werk vertegenwoordigd uit Italië (Pietro Perugino, Paolo Veronese, Girolamo da Treviso), de Nederlanden (Gerard David) en Frankrijk (François Clouet).

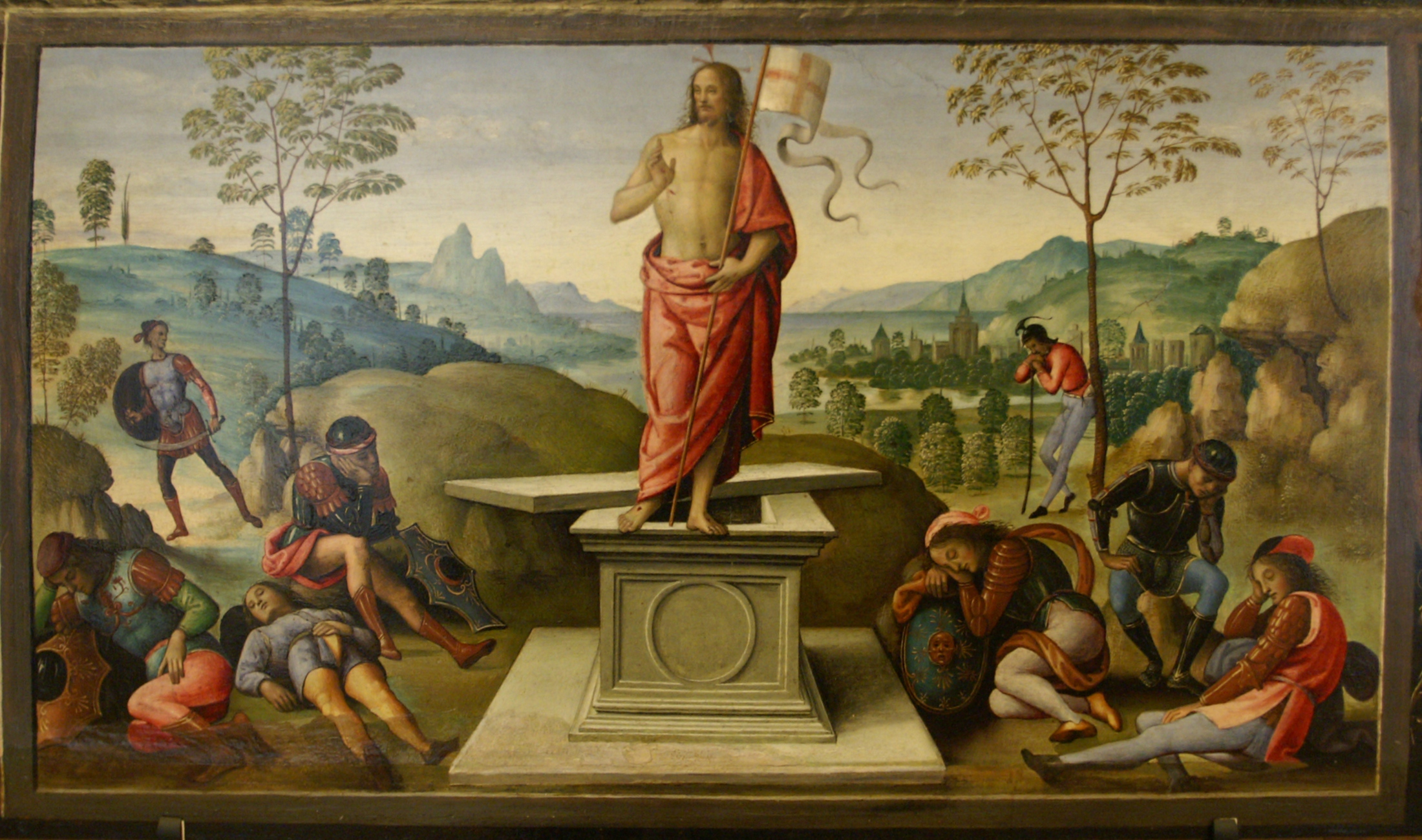
Verrijzenis van Christus (Perugino)
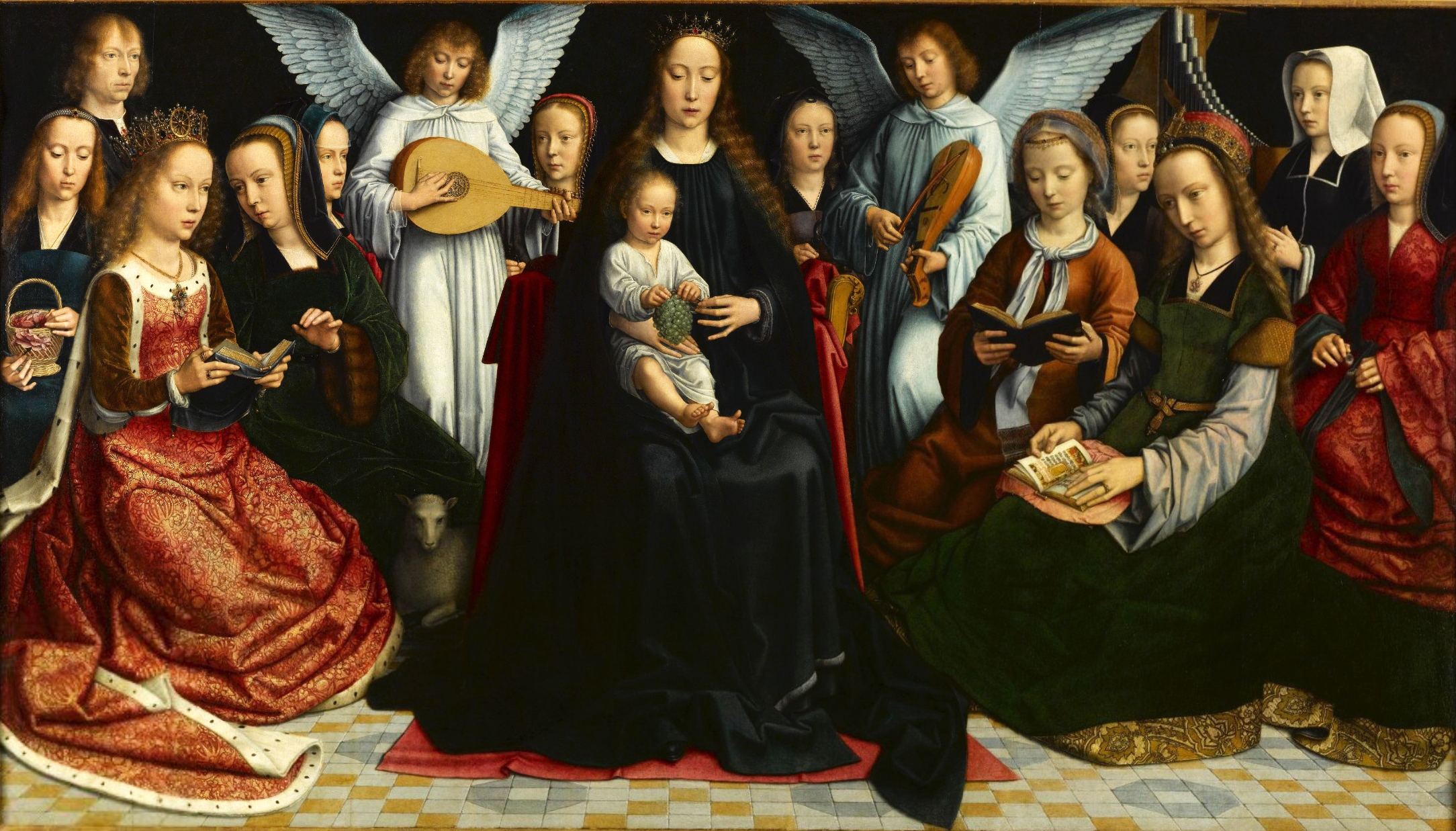
Maria met kind, engelen, heiligen en stichters (David)
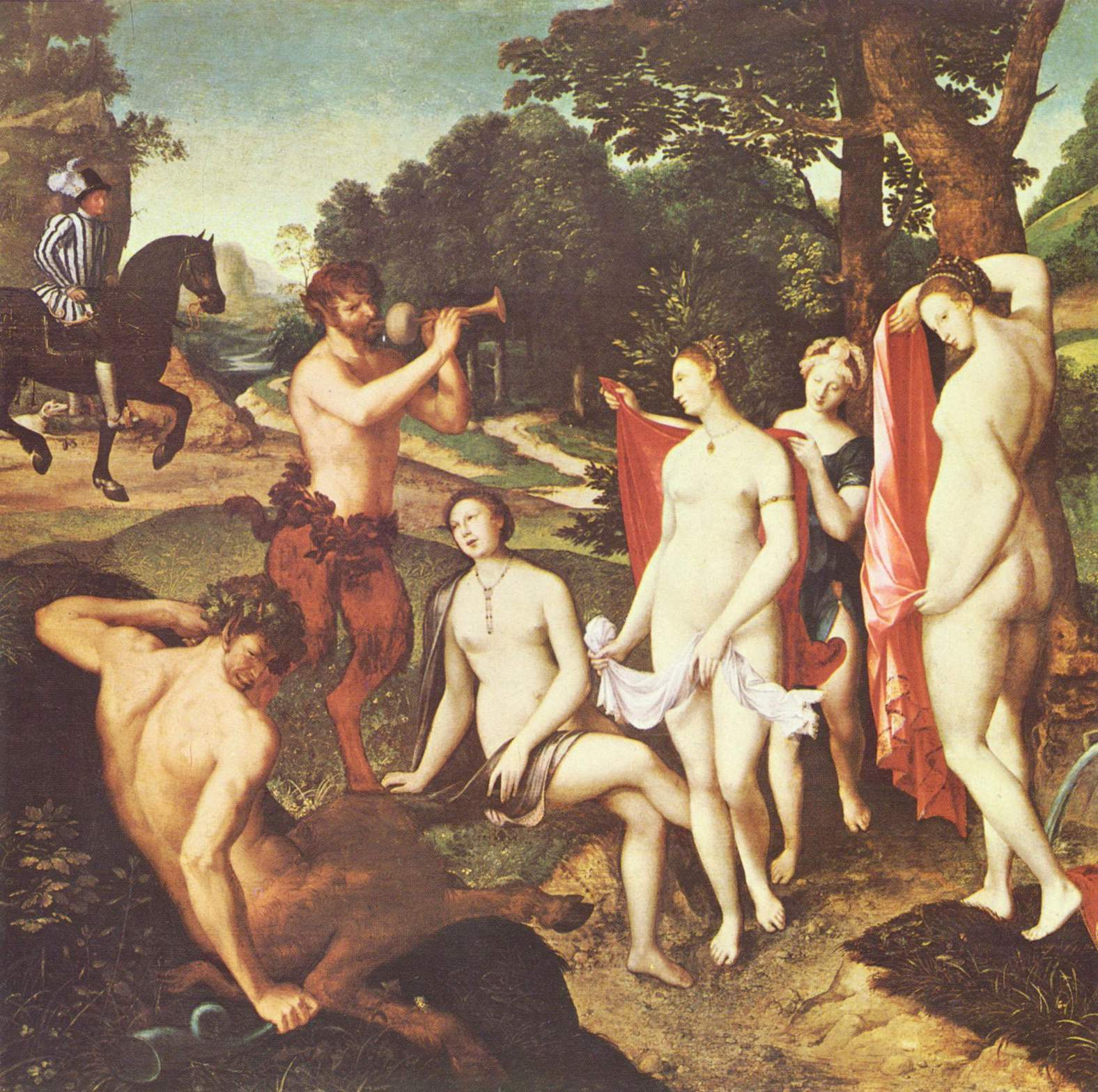
Bad van Diana (Clouet)
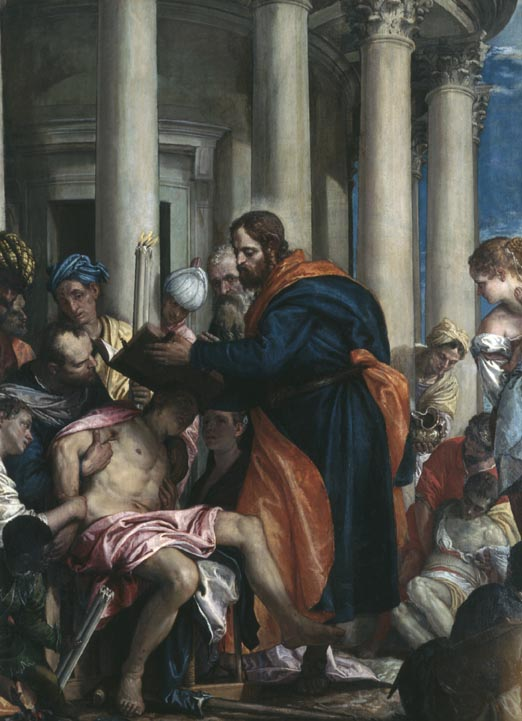
Barnabas geneest de zieken (Veronese)

Hoogtepunten uit de 17e eeuw zijn Caravaggio, Rubens, Velazquez, Caesar van Everdingen en de Normandiër Nicolas Poussin.

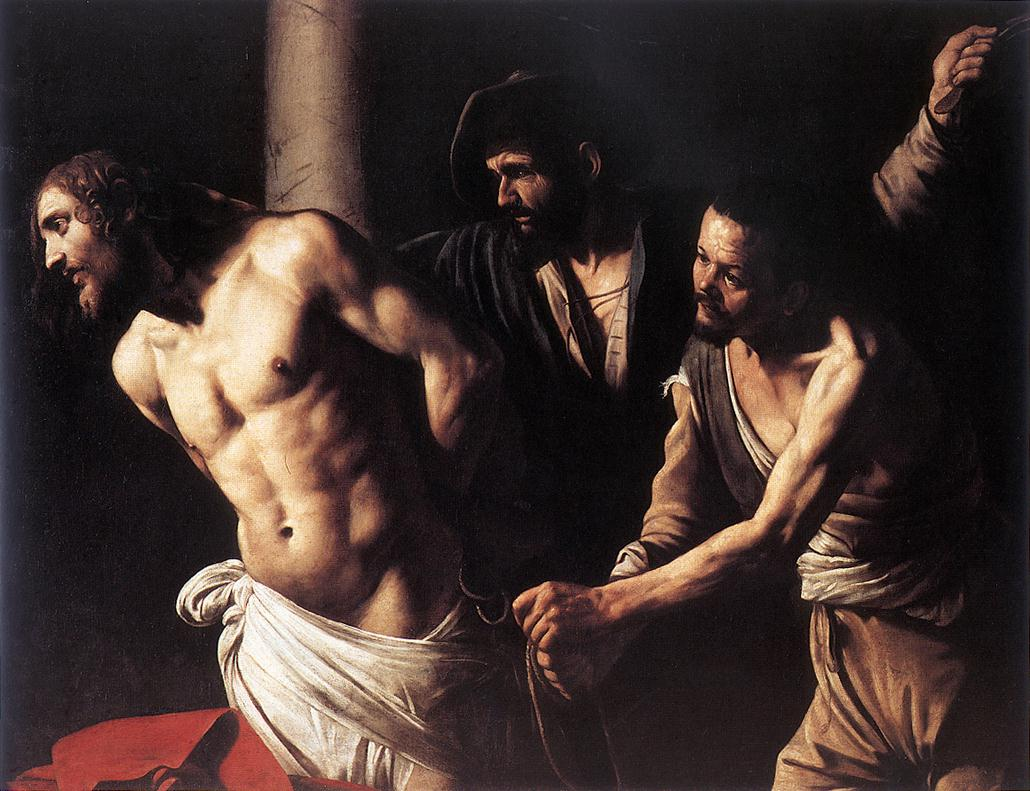
Christus aan de pilaar (Caravaggio)
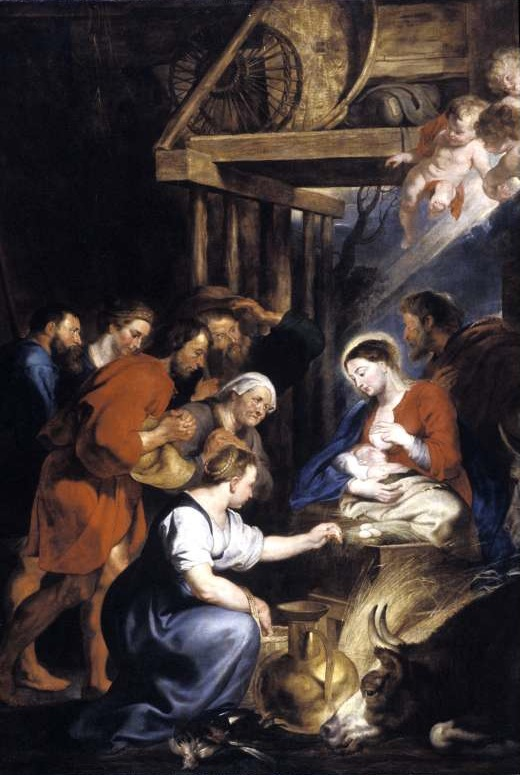
Aanbidding door de herders (Rubens)
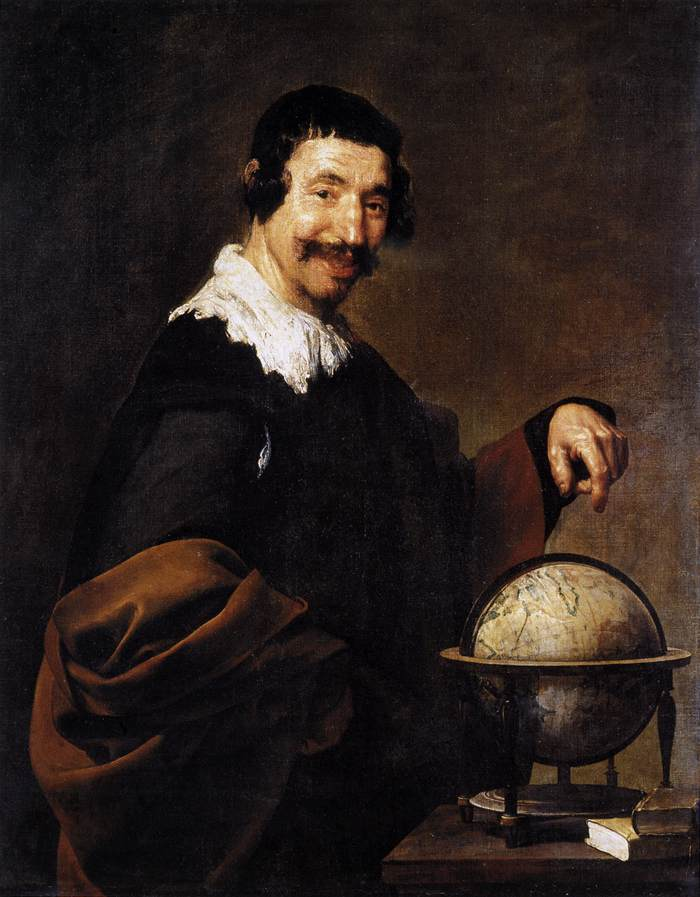
Demokritos (Velazquez)
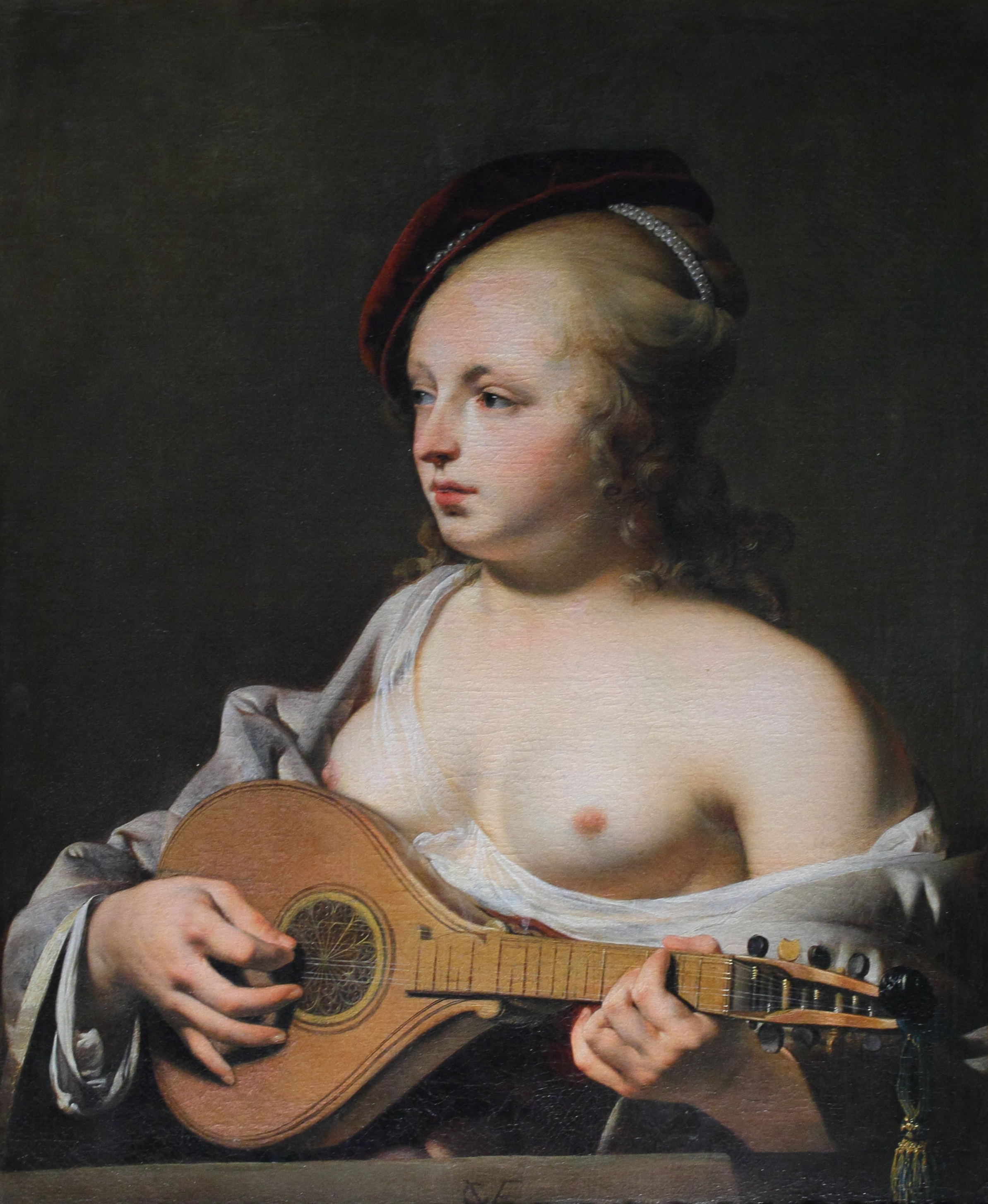
Cisterspeelster (Van Everdingen)
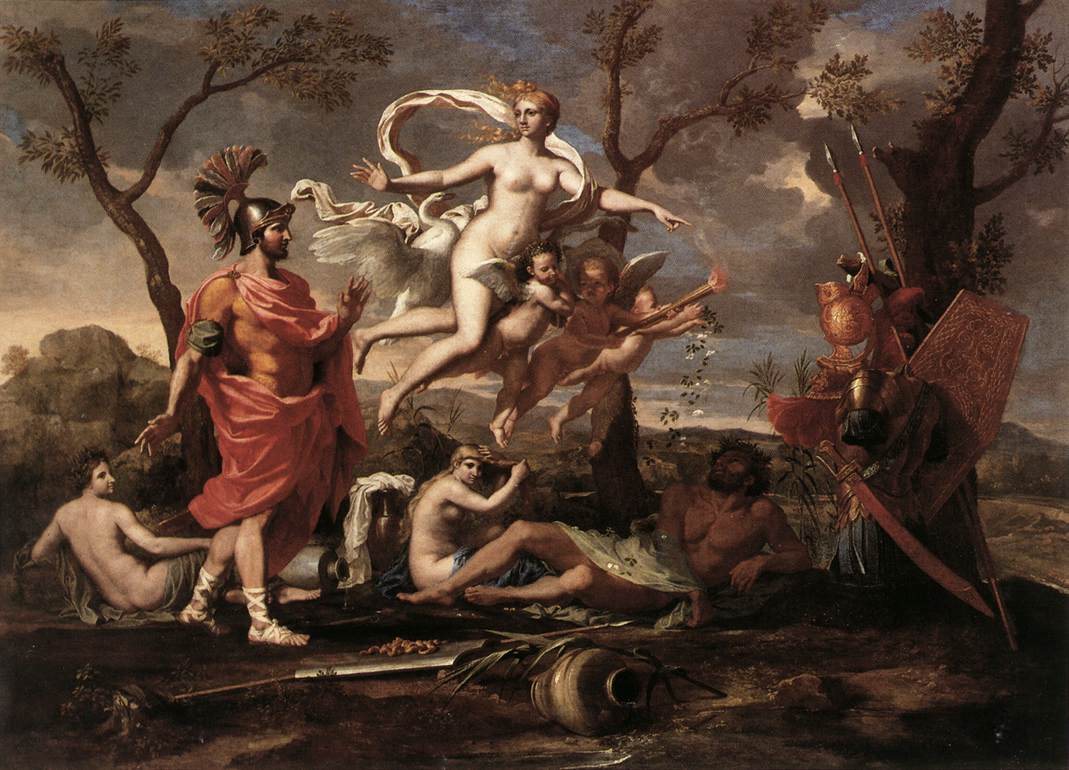
Venus en Aeneas (Poussin)

Een fraaie staalkaart van de Franse romantiek begint bij Théodore Géricault, van wie verschillende werken te zien zijn. De studie Paard gestopt door slaven toont hoe hij passie en beweging verenigde met harmonie. Voor Eugène Delacroix was de aanwezigheid van Géricault reden om de staat te vragen zijn Gerechtigheid van Trajanus (1840) niet aan Bordeaux in bruikleen te geven, maar aan Rouen. Nog uit deze stijlperiode dateert het Interieur van Rosslyn Chapel van Louis Daguerre. Het sfeervolle clair-obscur toont dat hij meer was dan een pionier van de fotografie. Van Paul Delaroche bezit het museum het historiestuk Jeanne d'Arc ondervraagd door de bisschop van Winchester in de gevangenis. Het was in Rouen dat de Franse heldin op de brandstapel kwam.

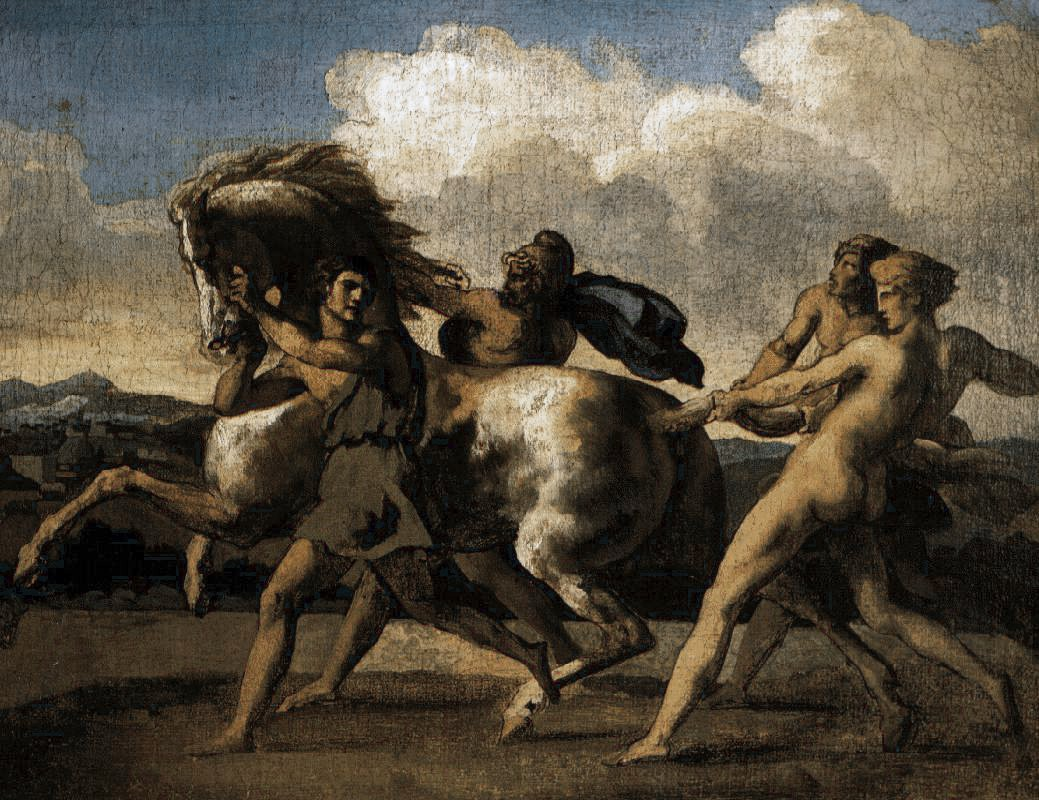
Paard gestopt door slaven (Géricault)
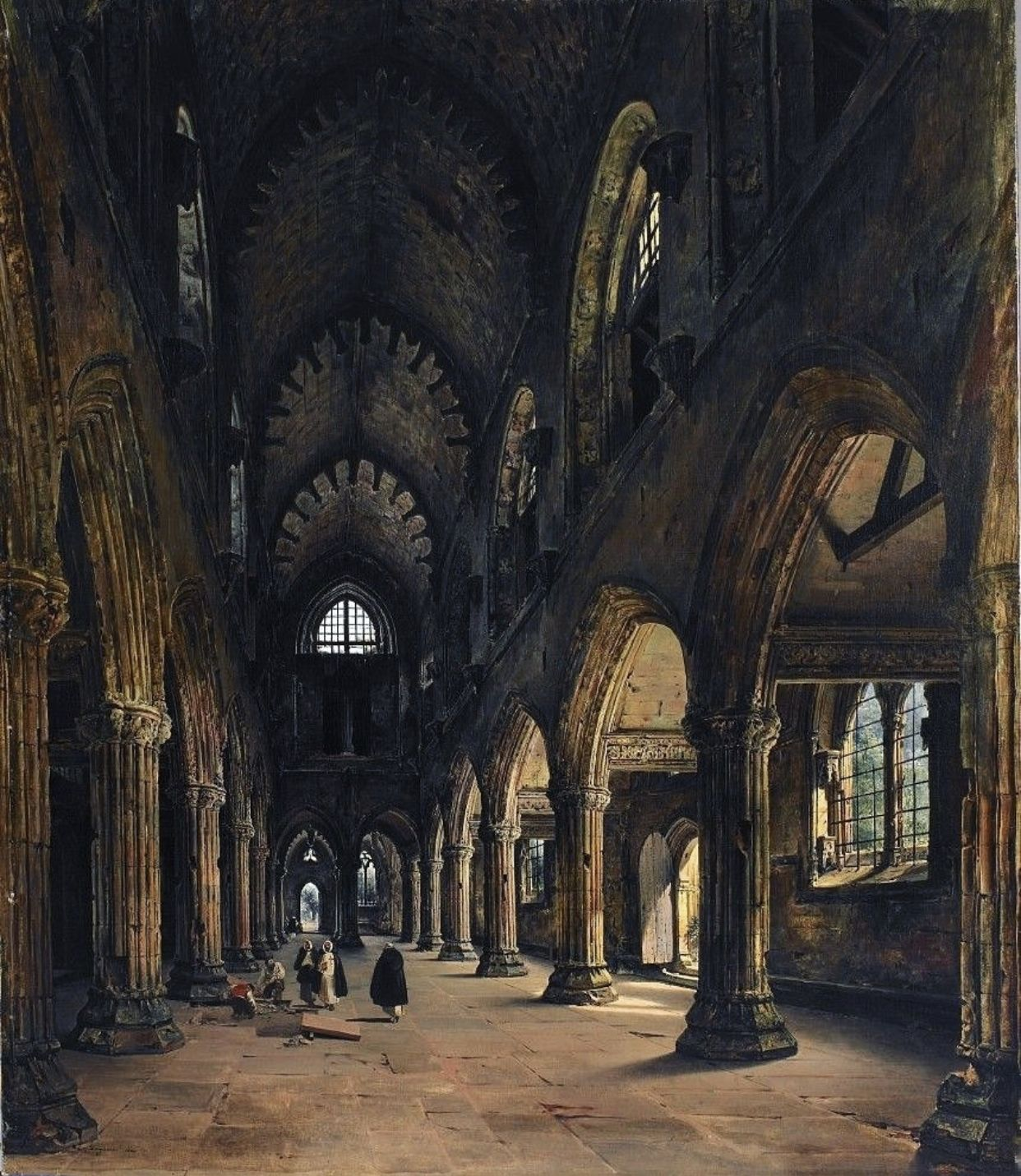
Interieur van Rosslyn Chapel (Daguerre)
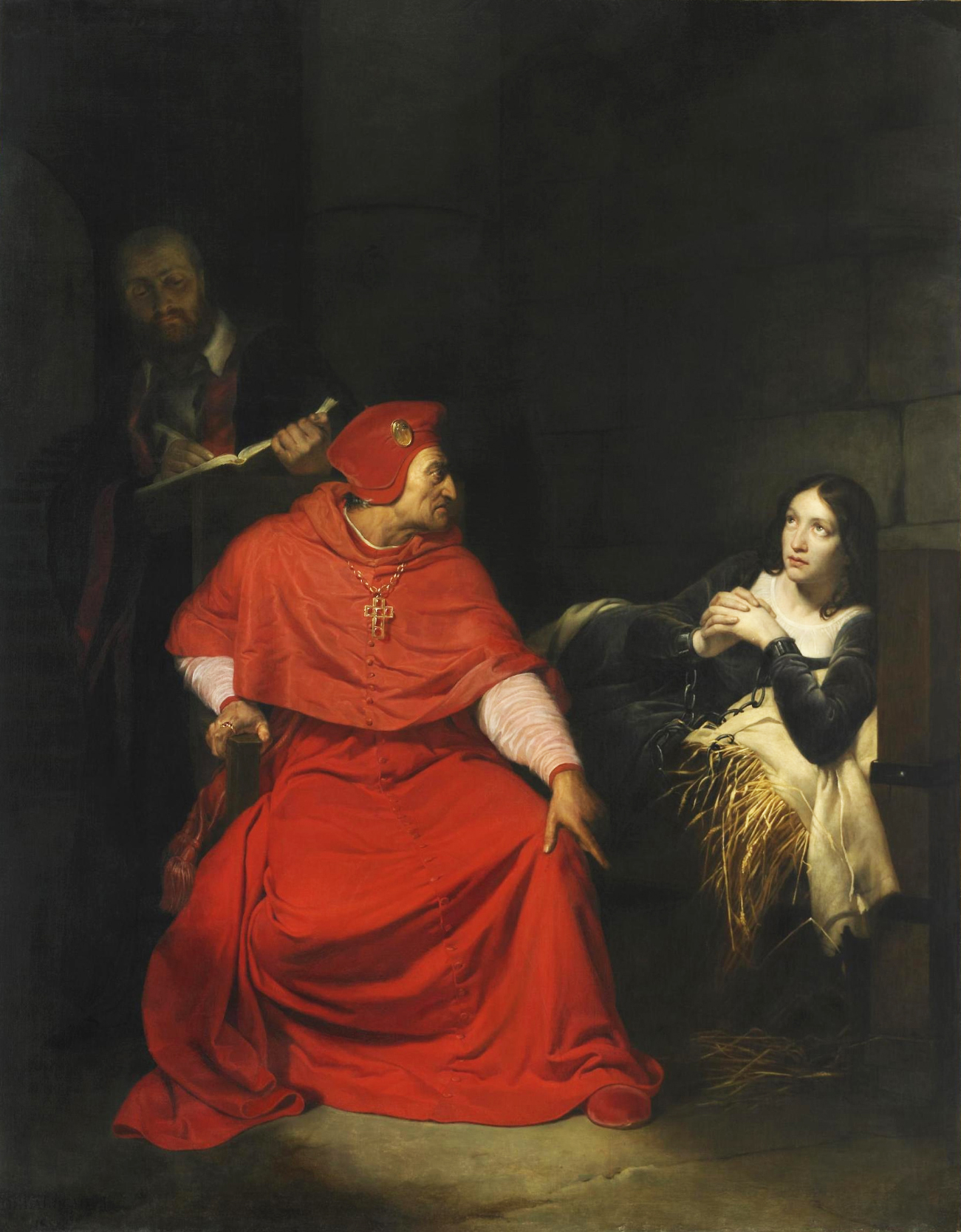
Jeanne d'Arc ondervraagd (Delaroche)
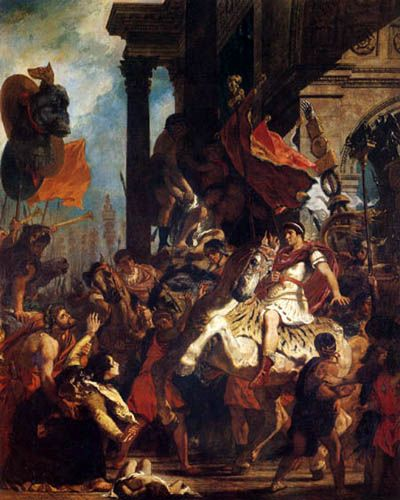
Gerechtigheid van Trajanus (Delacroix)

De goed gestoffeerde afdeling impressionisme bevat diverse werken van Claude Monet en Alfred Sisley, naast doeken van Camille Pissarro, Pierre-Auguste Renoir, Gustave Caillebotte en anderen. 

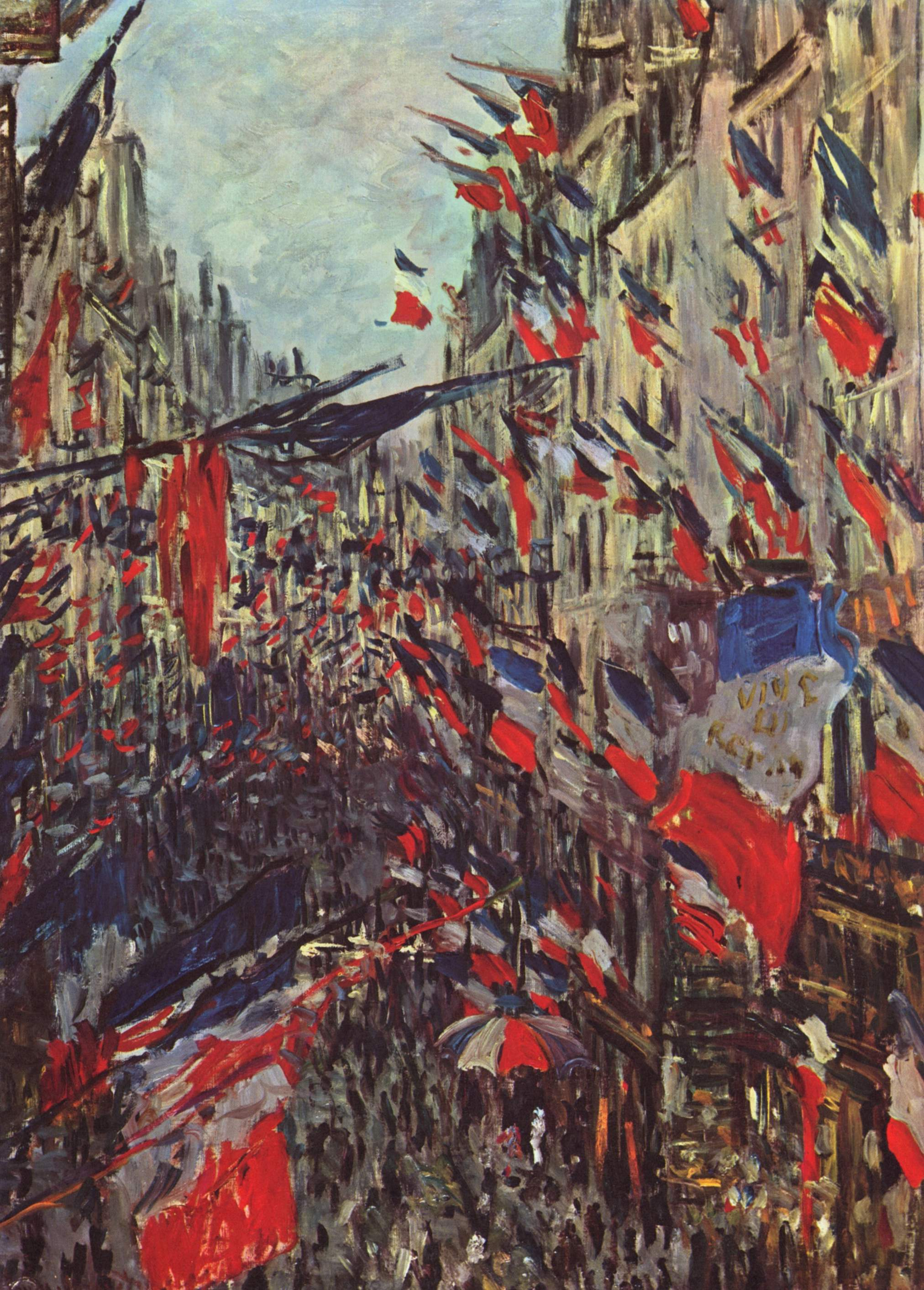
La Rue Saint-Denis (Monet)
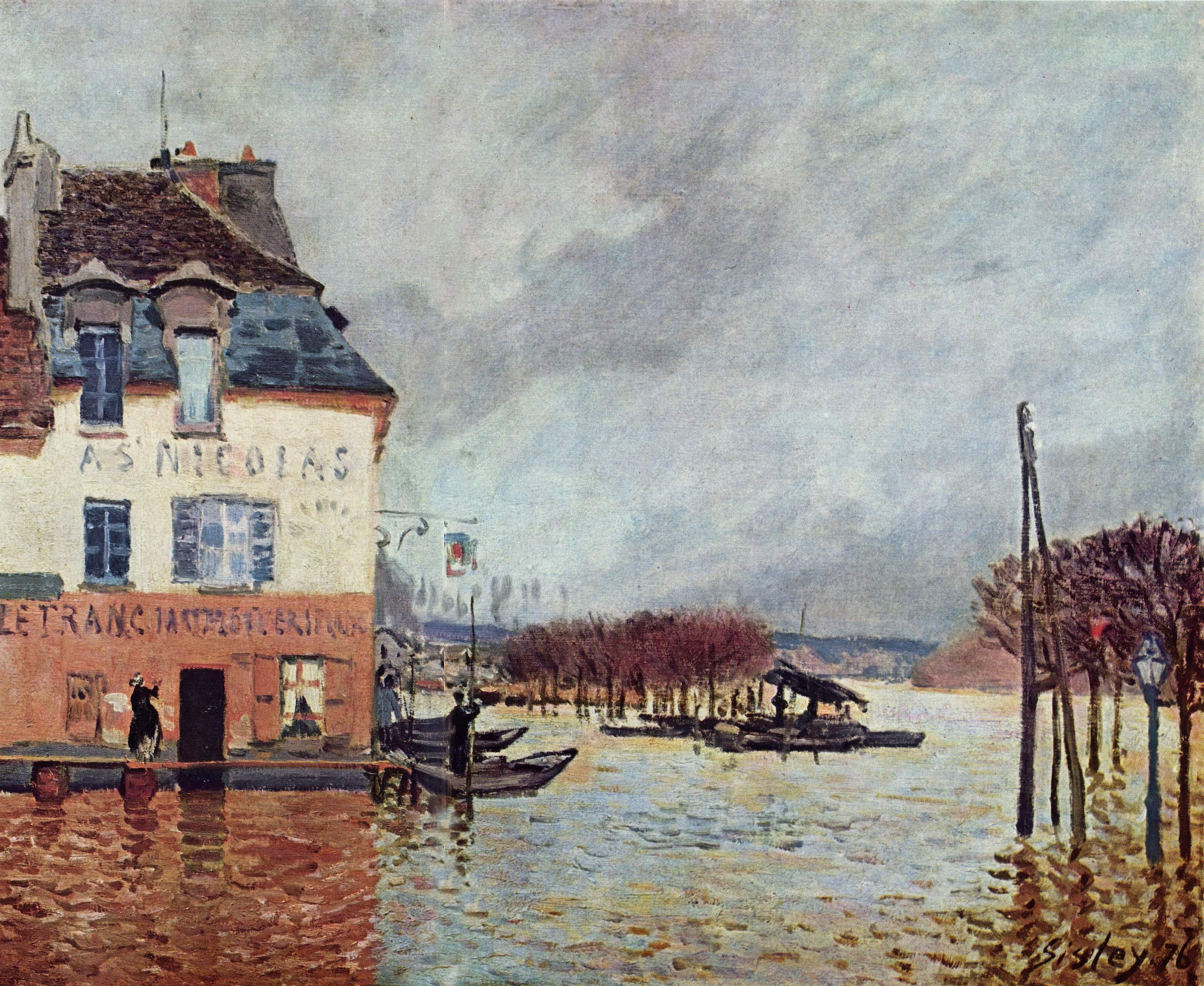
Overstroming in Port-Marly (Sisley)
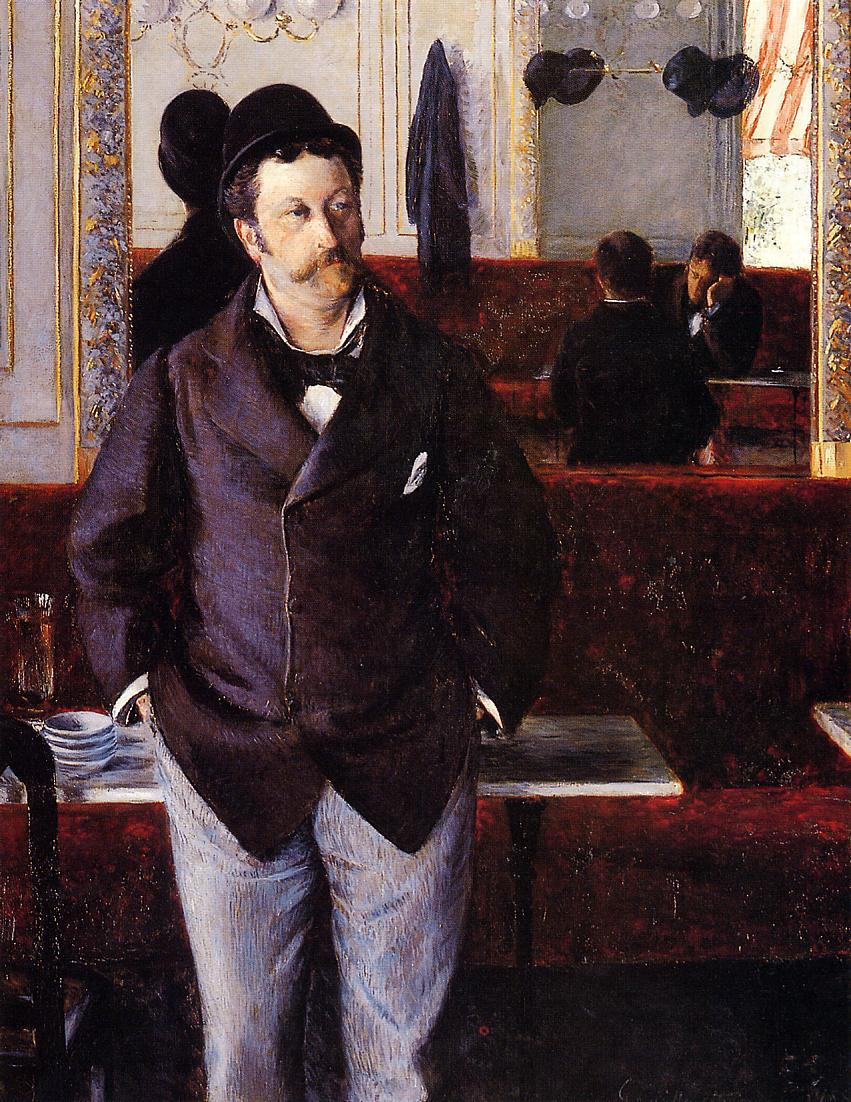
In een café (Caillebotte)
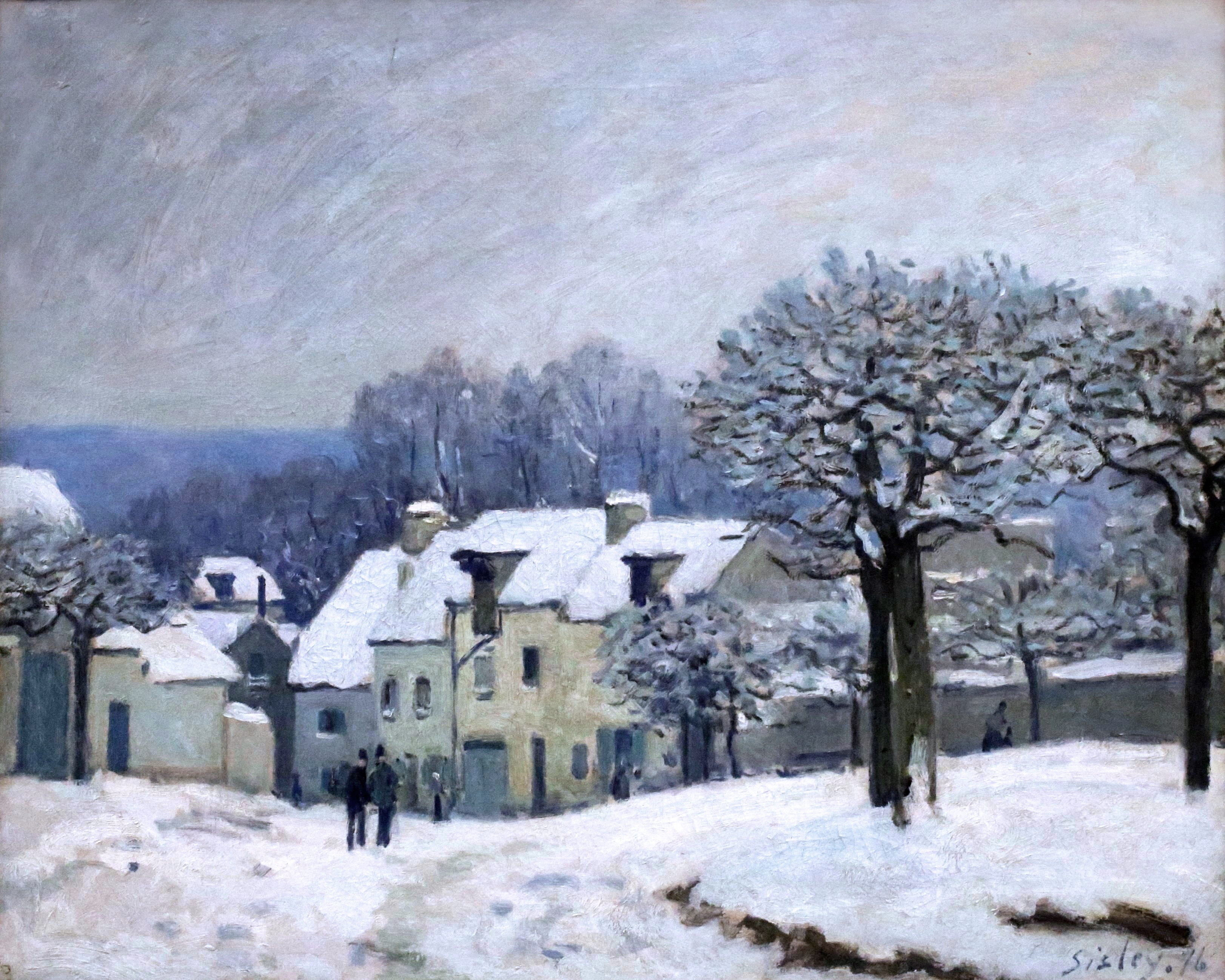
La Place du Chenil (Sisley)
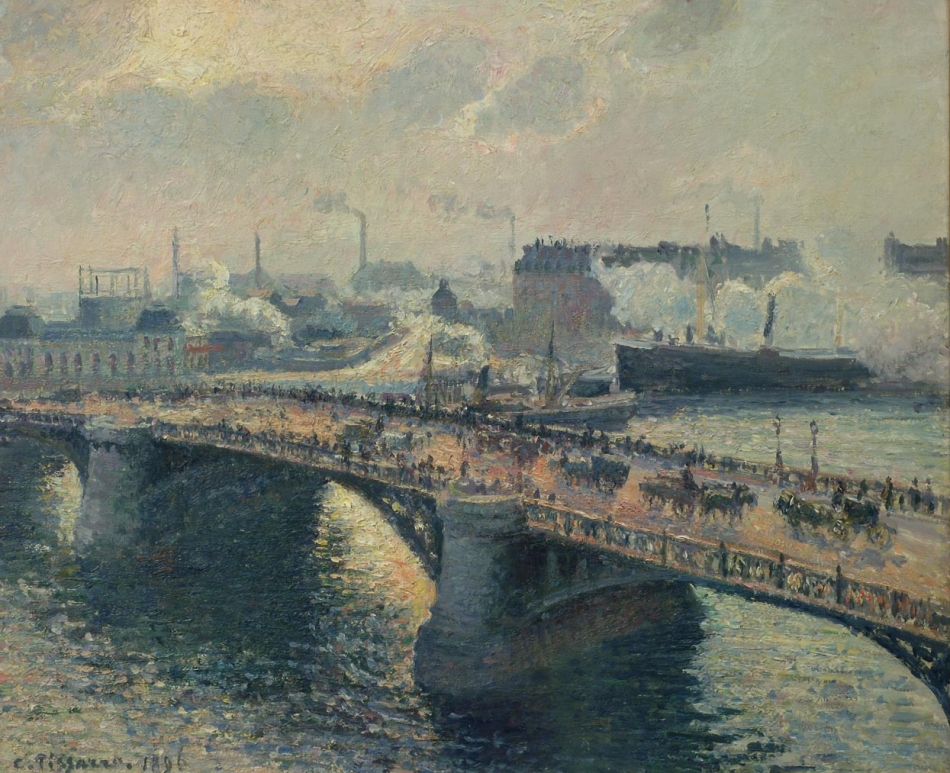
Pont Boieldieu (Pissarro)

De afdeling schilderkunst van de 20e eeuw begint met Modigliani, Raoul Dufy en de gebroeders Duchamp, om dan via de Puteaux-groep naar de abstracte kunstenaars te gaan (Maria Helena Vieira da Silva, Jean Dubuffet, Nemours).

### Beeldhouwkunst
Het museum toont werk van de beeldhouwers Pierre Paul Puget, Antoine Étex, Théodore Géricault, David d'Angers, Antoine Bourdelle, Raymond Duchamp-Villon, Alexander Archipenko, Jacques Lipchitz, en vele anderen.

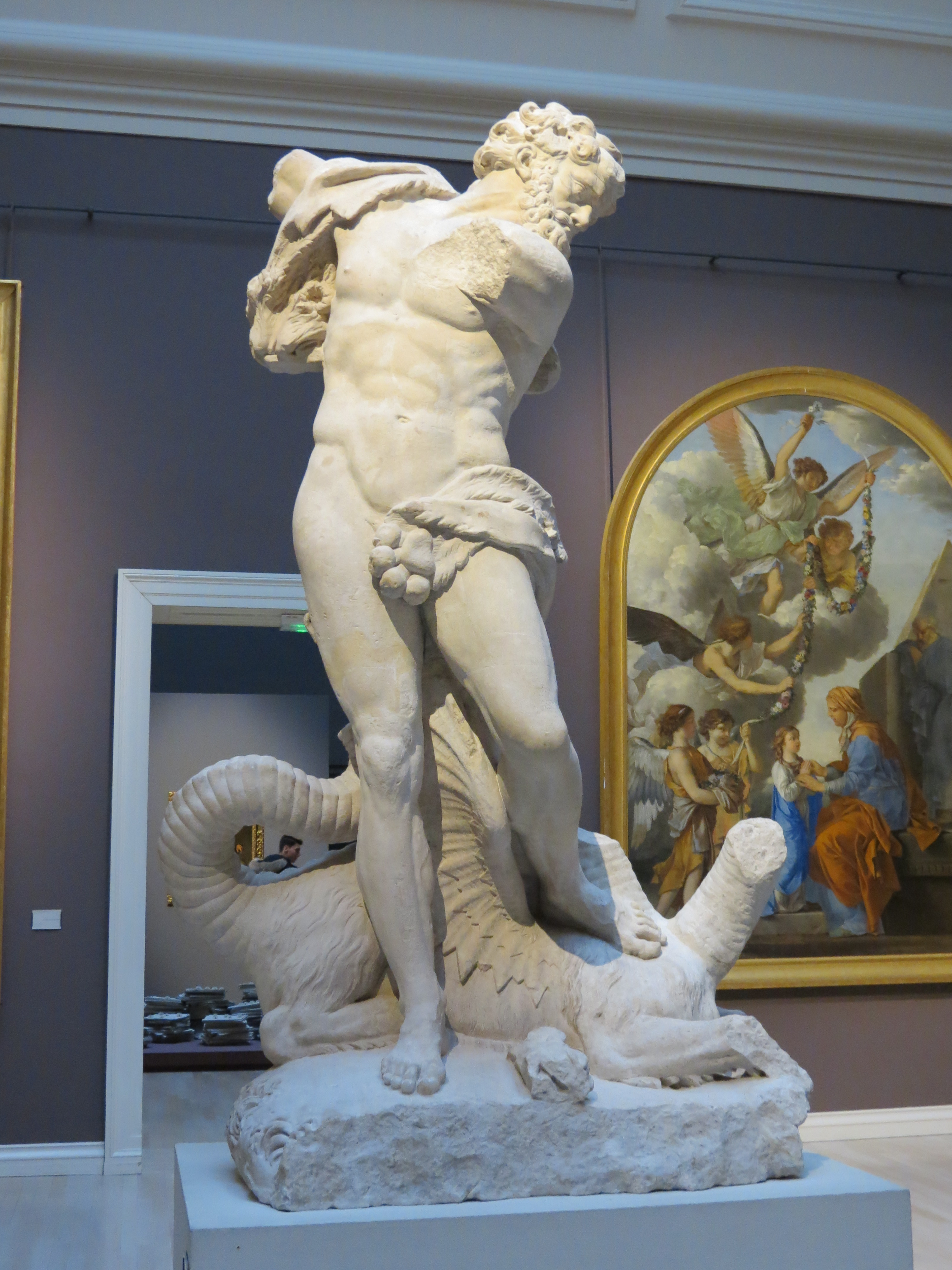
Hercules en de Hydra (Puget)
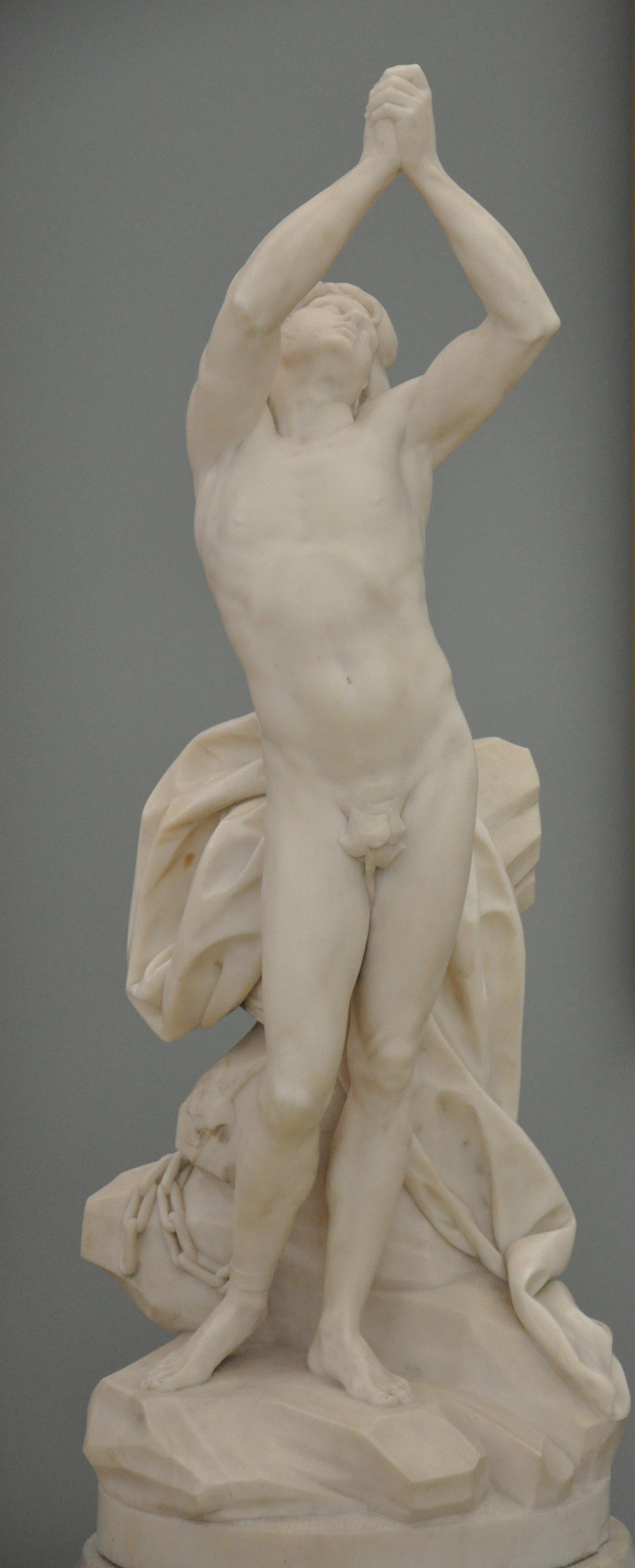
Slaaf (Lecomte)
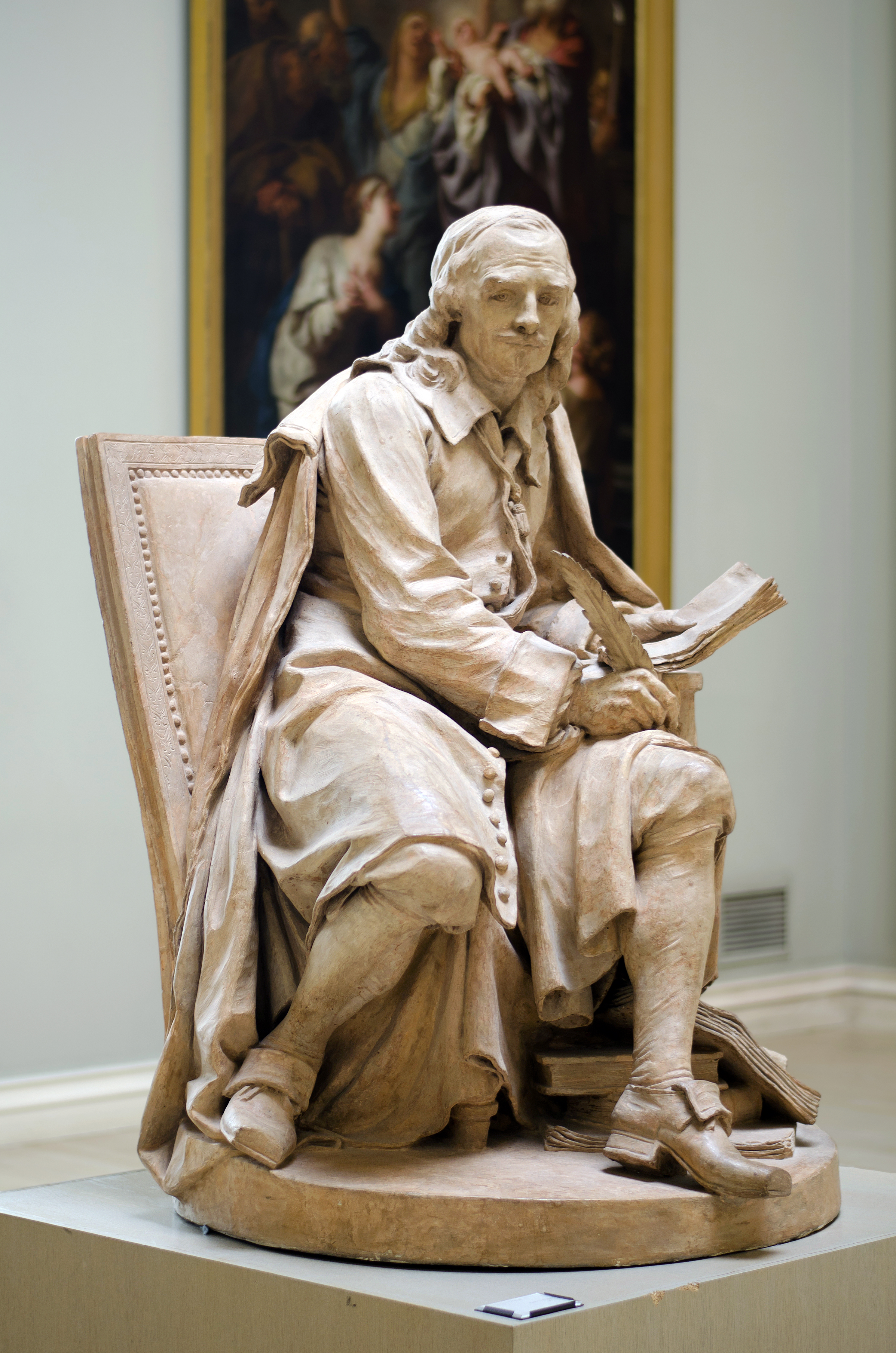
Pierre Corneille (Caffieri)
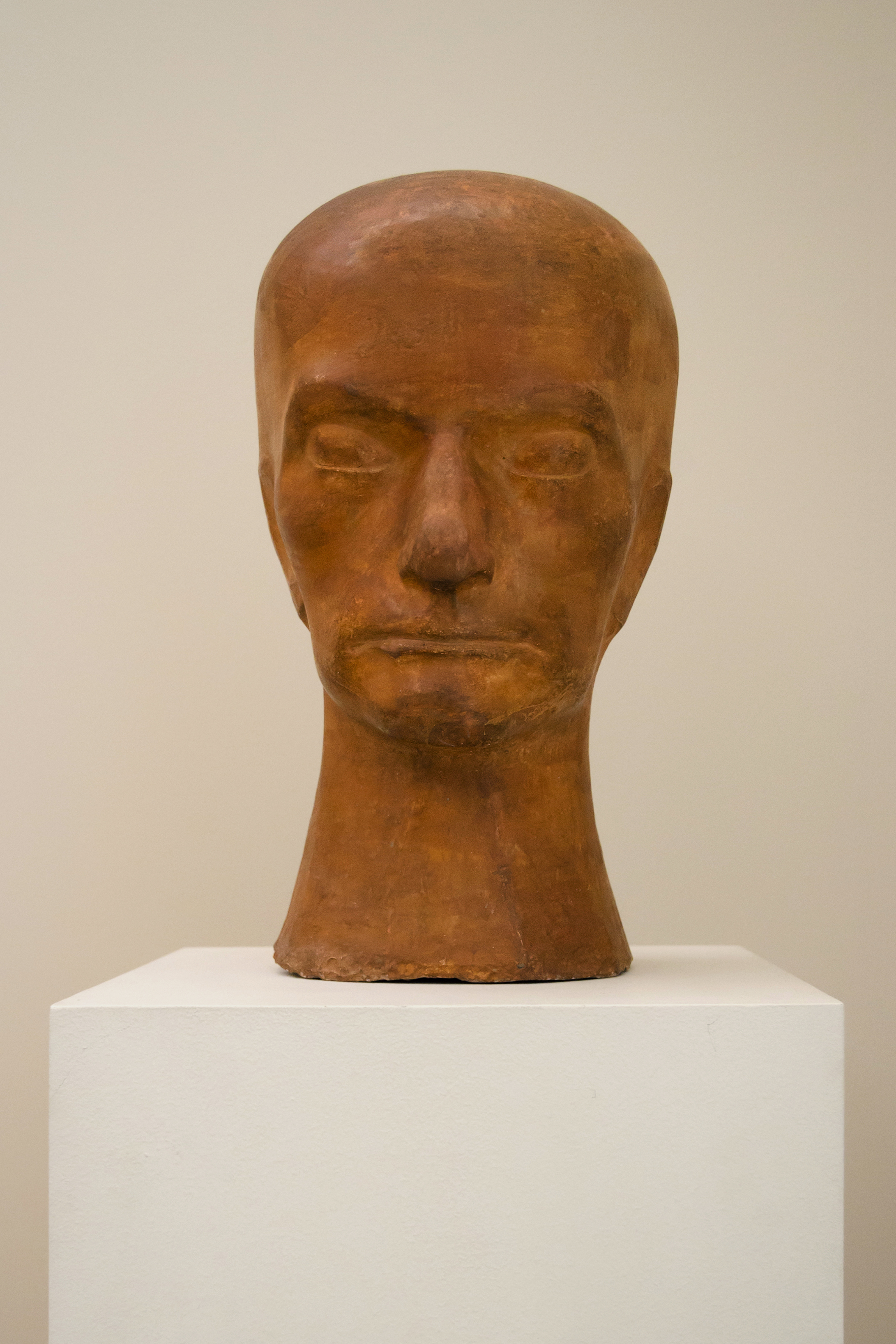
Baudelaire, (Duchamp-Villon)